# Margot Foster
Margot Elizabeth Foster (ur. 3 października 1958) – australijska wioślarka, brązowa medalistka olimpijska.

## Kariera
Wystąpiła na igrzyskach olimpijskich w Los Angeles w 1984, gdzie osada Australii w składzie: Robyn Grey-Gardner, Karen Brancourt, Susan Chapman, Margot Foster i Susan Lee zdobyła brązowy medal w czwórkach ze sternikiem. W finale A o 3,99 sekundy przegrały z osadą Rumunii i o 1,74 sekundy z osadą Kanady. Był to jej jedyny start olimpijski.
Zwyciężyła w ósemce podczas igrzysk Wspólnoty Narodów w Edynburgu w 1986. 
Kształciła się na Uniwersytecie w Melbourne, uzyskując dyplom z prawa. Po zakończeniu kariery została działaczką sportową, pod koniec lat 80' została wybrana na przedstawiciela sportowców w Australijskim Komitecie Olimpijskim. Była także sekretarzem generalnym Rowing Australia (Australijskiego Związku Wioślarstwa), członkiem zarządu komitetu organizacyjnego Letnich Igrzysk Olimpijskich 1996 w Melbourne oraz członkinią Australijskiej Komisji Sportu.
W 2015 została odznaczona Orderem Australii.
Jej ojciec, Jake oraz brat, Peter również byli olimpijczykami.